# Заборов, Борис Абрамович
Бори́с Заборов (бел. Барыс Забораў; 16 октября 1935, Минск — 20 января 2021, Париж) — советский и французский живописец, график, скульптор, театральный художник.

## Биография
Мать — Эсфирь Иосифовна Заборова (урождённая Раппопорт), автор книги воспоминаний (Минск: Медисонт, 2007). Отец — художник Абрам Борисович Заборов.
Борис Заборов — представитель многочисленной и широко распространенной семьи потомков велижских мещан Заборовых, в число которых входят медиевист Михаил Абрамович Заборов, исследователь французской литературы и старший научный сотрудник Института русской литературы им. А. С. Пушкина Петр Романович (Пейсах Руманович) Заборов, а также политик и писатель Александр Владимирович Заборов. В свою очередь Заборовы — потомки семьи Забарра / Джабарра, одним из представителей которой был средневековый барселонский поэт и врач Иосиф бен Меир ибн Забара. В процессе миграции из Западной Европы на восток и далее в Российскую империю, некоторые члены семьи Забара / Забарра руссифицировали фамилию и стали Заборовыми.
Брат Бориса Заборова Михаил Абрамович Заборов, философ, поэт и скульптор, эмигрировал с семьей и родителями в Израиль и проживает в городе Реховот с женой Светланой. Имеет двух дочерей Викторию и Арину (Джеки). Джеки Заборов — автор-исполнитель, со-основатель группы «Rimojeki Duo» вместе со своим мужем Римохом Кфиром.
Борис Заборов был женат на поэтессе, журналистке и писательнице Ирине Бассовой-Заборовой, дочери поэта Бориса Корнилова, усыновленной и воспитанной художником Яковом Басовым. В браке родился сын Кирилл Заборов, французский композитор. В семье дружили со многими известными деятелями культуры и искусства — Евгением Евтушенко, Андреем Смирновым, Иваном Толстым, Вениамином Смеховым и Рыгором Бородулиным. Дочь Рыгора Бородулина художница Илона Бородулина выросла под влиянием Заборова как художника и считала его влияние наиболее важным в своем творчестве. Многие из её картин хранятся в коллекции дальней родственницы Бориса Екатерины Заборовой.
1949-54 годы: Художественное училище в Минске (диплом). Преподаватель Заборова Сергей Катков производит неизгладимое впечатление и оказывает большое влияние на художника.
1955-58 годы: Академия художеств. Институт имени Репина, Ленинград
1958-61 годы: Академия художеств. Институт имени Сурикова, Москва (диплом). Класс Михаила Курилко.
1962-80 годы: Член Союза художников СССР. Живопись, графика, гравюра; театральные декорации и костюмы; книжная иллюстрация.
С 1980 года жил и работал в Париже.
В 1980х-1990х годах персональные выставки Заборова проходят в галереях Европы, Франции, Соединённых Штатов и Японии. В Париже живопись Бориса Заборова привлекает внимание известной галереи «Клод Бернар». В 1983 году там проходит персональная выставка художника.
В 2004—2005 годах Борис Заборов участвует в выставке «Автопортрет XX века» в Люксембургском музее в Париже, выставке, которая была позже представлена в Галерее Уффици во Флоренции. Выставка была, в основном, посвящена старинному искусству. Две трети коллекции состояли из художников от эпохи Ренессанса до XVIII века. Тем не менее, Галерея Уффици решает обогатить свое современное наследие картиной Бориса Заборова «Художник и его модель» в 1998 году.
В 2010 году в Минске, на родине художника в Национальном музее изобразительных искусств Беларуси прошла большая ретроспективная выставка Бориса Заборова.

## Персональные выставки
- 1983 — Галерея Клода Бернара, Париж
- 1985 — Музей «Матильденхох», Дармштадт, Германия. Ретроспекция.

Галерея Клода Бернара, Нью-Йорк
- 1986 — Галерея «Арт-Пойнт», Токио, Япония
- 1989 — Музей «Пале де Токио», Париж. Ретроспекция
- 1991 — Галерея «Манн», Париж; Галерея «К», Париж; Галерея «К», Амстердам Галерея; «Арт Пуан Галлери», Токио
- 1992 — Галерея Патриса Тригано. ФИАК, Гран Пале, Париж
- 1992-93 — Галерея Патриса Тригано, Париж
- 1994 — Галерея Патриса Тригано. ФИАК, Париж; Культурный центр аэрокосмических исследований, Тулуза
- 1995 — Музей изобразительных искусств им. Пушкина, Москва; «Манеж», Санкт-Петербург
- 2004 — Русский Музей, Санкт-Петербург
- 2004 — Третьяковская Галерея, Москва
- 2008 — «Выставка одной картины», Галерея Уффици, Флоренция
- 2010 — Национальный художественный музей Республики Беларусь, Минск

## Публичные коллекции
- Коридор Вазари, Музей Уффици, Флоренция.
- Государственный Эрмитаж, Санкт-Петербург.
- Музей «Ля Писин», Рубэ, Франция.
- Музей Западно-Европейского искусства, Одесса, Украина.
- Национальный центр театрального костюма, Мулан, Франция.
- Национальный художественный музей Республики Беларусь, Минск (27 октября — 10 декабря 2010 года)[6].
- Государственная Третьяковская галерея, Москва.
- Государственный музей изобразительных искусств имени А. С. Пушкина, Москва.
- Корпоративная коллекция Белгазпромбанка, Минск[7].
- Художественный музей. Архангельск, Россия.
- Галерея Альбертина, Вена, Австрия.
- Центр изобразительного искусства Сенсбюри. Норидж, Англия.
- Фонды современного искусства Нижней Нормандии, Франция
- Городской музей города Дармштадта, Германия
- Государственный центральный театральный музей им. А. А. Бахрушина, Москва.

## Театр
- 1976 — Декорации и костюмы для спектакля по пьесе Николая Островского «Гроза» в Белорусском драматическом театре. Минск
- 1992 — Костюмы для спектакля по драме Михаила Лермонтова «Маскарад» в театре «Комеди Франсез». Париж
- 1994 — Костюмы для спектакля по пьесе Виктора Гюго «Лукреция Борджиа» в театре «Комеди Франсез». Париж

## Книжные иллюстрации
- Вильям Шекспир. Сонеты. Минск, 1965
- Вильям Шекспир. Король Лир. Минск, 1974
- Александр Сергеевич Пушкин. Сказка о царе Салтане. Минск, 1975
- Федор Достоевский. Кроткая. Дрезденское художественное издательство. 1978
- Оскар Уайльд. Сказки. Минск, 1979

## Групповые выставки
- 1981 — Выставка «Разум и чувство», Музей «Матильденхох», Дармштадт, Германия.
- 1984 — Выставка «Смежности», Музей «Пале де Токио», Париж. Выставка «По приглашению», Музей декоративного искусства, Париж.
- 1985 — Искусство XVI—XX веков из коллекции Басмаджана, Третьяковская галерея — Москва. Музей «Эрмитаж» — Санкт-Петербург.
- 2002 — 36-й Международный конкурс современного искусства. Национальный музей Монако, Монте-Карло.
- 2004 — Выставка «Автопортрет XX века». Люксембургский музей, Париж.
- 2004-05 — Выставка «Автопортрет XX века». Галерея Уффици, Флоренция.
- 2004 — Выставка «Берлинская стена». Сеул, Южная Корея.
- 2010 — Выставка «Автопортрет» из коллекции Галереи Уффици. Музей Того (Токио), Национальный музей (Осака).

## Награды
- 1965 — Бронзовая медаль. Лейпциг, Германия.
- 1965 — Две серебряные медали. Москва
- 1971 — Золотая медаль. Дрезден, Германия.
- 1971-74 — Четыре «Первые премии» на конкурсе «Самая красивая книга года». Москва.
- 1982 — Премия города Дармштадта. Германия.
- 2001 — Премия города Санкт-Петербурга.
- 2002 — Премия 36-го Международного конкурса современного искусства, Монте-Карло, Монако.
- 2012 — Кавалер Ордена «Искусство и Литература» Французской республики.
- 2013 — Борис Заборов избран в Почетные академики Российской Академии художеств (Москва-Санкт-Петербург).

## О нём
- Документальный фильм Валерия Рубинчика «Художник Борис Заборов» (1995, приз за лучш. режиссуру на I Нац. КФ, Брест, Беларусь, 1997, студия «Татьяна»)[8].
- Документальный фильм Олега Лукашевича «Борис Заборов. Долгая дорога домой» (2011 год)
- Документальный фильм Галины Аксеновой и Вениамина Смехова «Борис Заборов. В поисках утраченного времени» (2015 год)[9]
- Борис Заборов. Третий канал французского телевидения. Передача «Осеаник», октябрь 1989
- Борис Заборов. Московское телевидение. Передача «Взгляд», 1990
- Борис Заборов. Первый канал японского телевидения. Токио, 1990